# 小笠原憲一
小笠原 憲一（おがさわら けんいち、1966年〈昭和41年〉5月8日 - ）は、日本の建設・国土交通官僚。水管理・国土保全局次長、京都市副市長などを歴任。

## 来歴
広島県出身。小学校3年から高校卒業まで松山市に在住していた。愛光高等学校を経て、1991年（平成3年）3月、東京大学経済学部を卒業。同年4月、建設省に入省。入省後、島根県企画振興部定住企画課長、同土木部土木総務課長、国土交通省大臣官房広報課広報企画官、政務三役政策審議室政策官、土地・建設産業局建設市場整備課建設産業振興室長、京都市都市計画局長などを歴任。都市計画局長として京都市の都市政策を担った。2014年（平成26年）4月1日、京都市副市長に就任。2017年（平成29年）3月31日まで務めた。翌4月1日、国土交通省総合政策局官民連携政策課長に就任。同年7月7日、国土交通省大臣官房参事官（税制担当）に就任。
2018年（平成30年）7月31日、土地・建設産業局建設市場整備課長に就任。在任中、建設産業に携わった。
2020年（令和2年）6月26日、国土交通省総合政策局海外プロジェクト推進課長に就任。
2021年（令和3年）3月31日付で国土交通省を辞職し、翌4月1日、独立行政法人住宅金融支援機構理事に就任。2022年（令和4年）4月1日、理事長代理に就任。2023年（令和5年）3月31日、理事長代理を退任。翌4月1日、国土交通省大臣官房付に異動。
同年7月4日、水管理・国土保全局次長に就任。
2024年（令和6年）7月1日、国土交通省大臣官房海外プロジェクト審議官に就任。

## 年譜
- 1991年（平成3年）
  - 3月 - 東京大学経済学部卒業[7]
  - 4月 - 建設省入省[7]
- 2001年（平成13年）4月 - 島根県企画振興部定住企画課長[7]
- 2003年（平成15年）4月 - 島根県土木部土木総務課長[7]
- 2009年（平成21年）10月 - 国土交通省大臣官房広報課広報企画官[7]
- 2010年（平成22年）9月 - 国土交通省政務三役政策審議室政策官[7]
- 2011年（平成23年）7月 - 国土交通省土地・建設産業局建設市場整備課建設産業振興室長[7]
- 2012年（平成24年）4月 - 京都市都市計画局長[7]
- 2014年（平成26年）4月 - 京都市副市長[7]
- 2017年（平成29年）
  - 4月 - 国土交通省総合政策局官民連携政策課長[9]
  - 7月 - 国土交通省大臣官房参事官（税制担当）[10]
- 2018年（平成30年）7月 - 国土交通省土地・建設産業局建設市場整備課長[11]
- 2020年（令和2年）6月 - 国土交通省総合政策局海外プロジェクト推進課長[13]
- 2021年（令和3年）4月 - 独立行政法人住宅金融支援機構理事[14]
- 2022年（令和4年）4月 - 独立行政法人住宅金融支援機構理事長代理[15]
- 2023年（令和5年）
  - 4月 - 国土交通省大臣官房付[17]
  - 7月 - 国土交通省水管理・国土保全局次長[6]
- 2024年（令和6年）7月 - 国土交通省大臣官房海外プロジェクト審議官[4]

#### リスト
1. ↑  [5][6]